# 昆虫物語 みつばちハッチ〜勇気のメロディ〜
『昆虫物語 みつばちハッチ〜勇気のメロディ〜』（こんちゅうものがたり みつばちハッチ ゆうきのメロディ、英題：Hutch,the Honeybee）は、2010年公開の日本のアニメ映画。

## 概要
タツノコプロ作品『昆虫物語 みなしごハッチ』のリメイク版にあたるシリーズ初の劇場作品。総合プロデュースは『おくりびと』の小山薫堂。2010年7月にはイタリア映画祭『第40回ジッフォーニ映画祭』で招待上映もされている。前売り券としてゆけゆけ！ハッチストラップ。入場者プレゼントとしてコスモスの種が入ったフラワーカードがプレゼント。キャッチコピーは『「ママ、今助けに行くよ」ひとりぼっちのみつばちと、虫と話せる少女の冒険の旅が始まる──。』。
全国223スクリーンで公開され、2010年7月31日,8月1日初日2日間で、動員4万6,687人、興収は4,800万2,000円になり映画観客動員ランキング（興行通信社調べ）で初登場第8位となった。
また、本作でポンチョのママ、ブランカのママ、スズメバチの女王役を演じた榊原良子はリメイク版みなしごハッチでハッチのママ役を演じている。

### タイトルについて
タイトル名がオリジナルの『みなしごハッチ』から『みつばちハッチ』に変更されていることについては、現在の視点で「みなしご」という表現が差別的表現として抵触すると危惧されたか、死語と見なされたかは不明であるが、40年ぶりにハッチの映画を作るにあたり「みなしご」を使うことはそぐわないという判断がされたのではないかと読売テレビのアナウンサーである道浦俊彦が自身のブログで指摘している。だが、その後タツノコプロが公式Twitterで、現代で「みなしご」という言葉は伝わりにくく、「みつばち」という響きがかわいらしいことが理由とされており、差別用語とは全く無関係であることをコメントした。

### テレビ放送
2014年7月20日（日曜）に、本作の製作の一部を担当したTBSによって、15:00 - 17:00（JST）枠で地上波初放送となった（文字多重放送）。

## ストーリー
スズメバチに襲撃され母や仲間達と生き別れ一人旅をしていたみつばち王国の王子、ハッチ。たどり着いた人間の住むセピアタウンでクネクネやニョロリなどのたくさんの仲間に出会い友達になっていった。そしていつも一人ぼっちでハーモニカを吹いていた人間の少女、アミィと出会う。偶然から虫と喋る事ができるようになったアミィは、ハッチと友達になり約束を交わすのだが、やがてハッチはスズメバチがセピアタウンに移動していることスズメバチにハッチのママが捕らわれていることを知るのであった。

## 登場キャラクター

### 主要人物
ハッチ
声 - 齋藤彩夏
本作の主人公であるみつばち王国の王子。周りの言うことをあまり耳にしないなど融通が利かない部分があるが、人を助ける気持ちは大きく勇気がある。
幼い頃にママや他のみつばちの仲間達がスズメバチに襲われてしまい、ママを捜す旅に出ることにした。しかし、なかなか見つけることができず、やがて人間達の住む町セピアタウンに辿り着く。そこで出会った人間の少女アミィと偶然言葉を交わせるようになったハッチは彼女と友達になり、共にママを捜すことになる。ママを捜しているうちにやがてセピアタウンにあるスズメバチの巣にママがいることが分かった。アミィや仲間の虫達とともにスズメバチとの激戦を繰り広げママを救出することに成功はしたものの、水死しかけていたが、アミィのハーモニカの音色により目を覚まし、ハッチとママは涙の再会を果たした。しかし、何故かハッチはアミィと喋ることができなくなってしまったが、お互いいつまでも友達であることを意思疎通した。エンディング後、ハッチはママや他のみつばちの仲間達と共にセピアタウンを旅立ち、セピアタウンの虫達に別れを告げた。
アミィ
声 - アヤカ・ウィルソン
本作の準主人公。10歳の人間の女の子。セピアタウンには来たばかりであり、なかなか友達ができなかった。好きな食べ物はドーナツ。ハーモニカを愛用しており、ハッチは彼女の吹くハーモニカの音色が好きである。
最初ハッチに出会った時は彼が虫であるにもかかわらず喋っていることに戸惑っていたが、彼と喋っていくうちに親しくなり、一緒にハッチのママを捜すよう買って出た。一時はカマキチにやられたせいで約束の場所へ来られなかったハッチを見損ないかけたが、クネクネとニョロリの代弁により誤解を解いた。スズメバチに捕まりながらも何とか逃げ切れたクネクネを偶然発見し、彼からスズメバチの巣にハッチのママがいることを聞き、帽子やサングラスなどの防具を装備してスズメバチの巣へ向かった。巣が川に沈んでしまった際命がけで巣を救い出し、ハッチのママも救うことが出来た。その後はハッチと喋ることができなくなってしまったが、お互いいつまでも友達であることを意思疎通した。エンディング後は、人間達と友達になることが出来き、楽しそうに縄跳びをして遊んでいた。
カマキチ
声 - 中村獅童
荒くれ者のカマキリ。原作と同様に当初は悪役のような存在だが、後にハッチと和解する。
虫達の餌を奪おうとする横暴な性格で自分に対して生意気な態度を取る者を許さない。クネクネの奪った餌を返すようハッチに言われて怒りを感じ、ハッチを追いかけるが、ひょんなことからハッチに成敗されてしまい、仕方なく完敗したが翌々日に再びハッチの前に現れ彼をコテンパンにした。しかし、また翌々日にスズメバチに襲われた我が子をハッチが助けたことを知り、ハッチがスズメバチと戦うことに協力を買って出たが、ハッチと共にスズメバチにやられてしまい、瀕死状態になってしまった。しかし、兵隊みつばちのミッチーの作戦により、やや有利に戦うことができた。スズメバチに完全勝利後はハッチと彼のママの再会を他の虫達と共に喜び、エンディング後には笑顔でハッチ達を見送った。
ピコ
声 - 臼田あさ美
テントウムシの女の子であり、本作における虫サイドのヒロイン。姉御肌であり、虫達の中ではマドンナ的存在。ハッチとは最初会った時から彼と優しく接しており、いつも彼のことを気にかけているが、ビクトルとクーガには少し厳しめに接しており、二人の争い（というよりは喧嘩）にはいつも呆れている。
ハッチがドクモに襲われていた際には、もうこれ以上見ていられないと思ったためか、去っていった。しかし、戻って来た時にはいつの間にかハッチがカマキチにコテンパンにされており、クネクネ達と共に一生懸命彼を看病した。数日後、スズメバチに捕らわれたクネクネを助けようとするハッチに危険だから行かないよう止めたが、言うことを聞いてもらえなかった。後にハッチとカマキチがスズメバチにやられて瀕死したことをブンタから聞いて、たくさんの虫達と共にハッチを助けに向かった。終盤ではハッチと彼のママの再会を他の虫達と共に喜びつつ、自分の巣へと旅立って行くハッチを見送った。
クネクネとニョロリ
声 - 田中直樹（ココリコ）、水沢史絵
イモムシ二人組。青緑色の男の子がクネクネでピンク色の女の子がニョロリ。二人共仲良しであり、ハッチと最初会った時から彼と親しい。
ピコと同様にハッチがカマキチに襲われた際は一生懸命彼のことを心配していた。翌日アミィと知り合い、ハッチがアミィとの約束を守れなかったことを彼女に代弁した。また翌日にはスズメバチが襲撃しに現れ、ニョロリを庇ったクネクネだけがスズメバチに捕まってしまった。スズメバチの巣に入れられた際、巣の中にハッチのママがいることを知り、うまく巣から脱出したのちにそのことを偶然川沿いを歩いていたアミィに伝えた。一方ニョロリはショックで殻の中にこもっていた。終盤では二人共にきれいな蝶の姿で現れ、エンディング後にはハッチを見送った。
本編では明かされていないが、ニョロリはひそかにクネクネからのプロポーズを待ち望んでいる。

### キーパーソン
ハッチのママ
声 - 安田成美
ハッチの母で、みつばちの女王。ハッチが幼い頃に執事を除くみつばちと共にスズメバチに捕らわれてしまう。それ以来ハッチとは顔を合わせることが無く、ハッチは彼女を捜す旅に出る。ハッチが助けに来た頃には水死しかけていたが、アミィのハーモニカの音色を聞いたことにより意識を取り戻した。エンディング後はハッチや他の仲間達と共にセピアタウンを旅立った。
ミンミン
声 -  チョー
ミンミンゼミ。一人称は「オレ」だったが老化した時には「ワシ」になっていた。メスのセミに会うべくいつも「ミンミン」と鳴き続けていた。
ハッチが仲間とはぐれてしまい長い旅を続けていて落ち込んでいることを見抜いた。ハッチがママが捕らわれているスズメバチの巣を捜していることに混乱してしまい、アリコンにどうすればいいのか問われると「ミンミン」と鳴き続け聞こえないフリをしていたが、ハッチの事情を聞いて彼にいつかきっとママに会えると励ました。翌日には老化してしまい（ハッチはセミの寿命を知らないため、なぜ早く老化したか分かっていなかった）、会いたい相手に会えないままドクモに食べられて亡くなってしまった。
彼の様々な発言がハッチの行動を左右する重要な人物である。

### セピアタウンの虫達
ポンチョ
声 - 小森純
フンコロガシの男の子。いつもクネクネやニョロリと一緒にいる。フンを木の上まで転がそうとして遊んでおり、そのたびに母やアリコンに怒られている。彼のフンはピコとクネクネが落下している時にクッション代わりになる。エンディング後は旅立っていくハッチを見送り、その直後にフンが転がっていってしまい、慌てて追いかけていた。
アリコン
声 - 有村昆
アリ。一人称は「わたくし」。性格はお調子者だが根は優しい。ママを助けるべくスズメバチの巣に向かおうとするハッチを止めようとする。ハッチに質問攻めされるとミンミンに答えを聞こうとするがミンミンに聞こえないフリ攻撃（というよりは防御）されてしまう。穴の中を住処にしており、スズメバチが襲撃した時にはクネクネ達を招き入れようとしたが、ニョロリを庇ったクネクネはスズメバチに捕まってしまった。終盤ではアリハチや他の蟻と共にハッチのママが捕らわれている牢に噛みついて穴を空けていた。
ブンタ
声 - 千葉繁
ハエ。人から言われた言葉を反対から言って返すのが癖（例:「ありがとう」→「うとがりあ」、「こんにちは」→「はちにんこ」など）。フライニュースという情報屋の仕事をしているが仲間達から飽きられてしまったため、今は休刊中だったが、スズメバチの大群が現れた際は満を持しながらも必死に「フライニュース！」と叫んで皆に知らせた。しかし、クネクネがスズメバチに捕まってしまい、もう少し早く知らせておけばよかったと後悔していた。その後クネクネを助けに向かったハッチとカマキチがスズメバチにやられて瀕死状態になったのを目撃し、そのことを皆に知らせつつ、ピコからの提案でたくさんの仲間を呼び集めてハッチ達を助けに向かった。終盤ではお約束の「フライニュース！」という台詞で物語の幕を閉じた。
ビクトルとクーガ
声 - 中村育二、 松本保典
カブトムシとクワガタムシの二人組。お互い仲が悪く、いつもどちらが強いか争っている。二人共ピコに気があり、争っているのは恐らくそのためである。どちらもハッチのことを邪魔者扱いしているが、なんだかんだで彼に手助けしたり助言したりする。最終的にピコからの提案でたくさんの仲間を呼び集めてハッチ達を助けに向かった。普段はあまり笑顔を見せない二人だが、ハッチが自分の巣へ帰って行く際は、笑顔で彼を見送った。
ドクモ
声 - 柄本明
おばさんクモ。寿命を迎えていたミンミンを食べようとしたが彼らの事情を知らないハッチに止められてしまい、イライラのあまりハッチを先に食べようとしたが、ミンミンに頭突きされ、ハッチは救われたが、ミンミンは食べられてしまった。
カマチビ
声 - 神代知衣
カマキチが育てているカマキリの子。スズメバチに追い回されていたが、ハッチに助けられ、これが後にカマキチがハッチと和解するきっかけとなる。カマキチのことを「カマキチおじちゃん」と呼んでいるが、本人は「父ちゃん」と呼んで欲しがっている。
トンタ
声 - 矢部雅史
偶然みつばちの一行を発見したシオカラトンボ。しかし、ママらしきみつばちには合わなかったらしい。終盤ではピコに呼ばれてスズメバチとの激戦に向かった。
アリハチ
声 - 石井真
アリ集団のリーダー的存在。アリというだけあって甘いものが好きであり、アミィのドーナツを仲間のアリ達と共にこっそりと持って行っている。
ライト兄弟
声 - 子安武人、増谷康紀
ホタルの兄弟。ハッチを除き、アミィが一番最初に出会う昆虫。
バタピョン
トノサマバッタ。
コロン
声 - 高田千裕
ダンゴムシ。

### ハチ
ミッチー
声 - 子安武人
みつばち王国の兵士たち。ハッチのことは「王子」と呼んでいる。ハッチの無事を喜び、ハッチのママを助けるための作戦を練る。エンディング後はみつばち一行とともにセピアタウンを旅立った。
爺ミツバチ
声 -チョー
みつばち王国の執事。ハッチと共にスズメバチの大群から逃げ切り、その後ハッチの教育係になる。月日が経ち他界してしまう。
スズメバチの女王
声 - 榊原良子
スズメバチ王国の女王。みつばち王国を滅ぼしハッチのママを生け捕りにしている。冷酷な性格だが我が子を大切に思っている。本作の悪役だが、最終的には自分を救ってくれたアミィに感謝し、去っていった。
スズメバチ3兄弟
スズメバチ王国の3兄弟の兵士。
バッチーノ
声 - 玄田哲章
3兄弟の中ではリーダー的存在で二人からは「アニキ」と呼ばれている。
バッチーニ
声 - 風間勇刀
カマチビを捕まえるのに手こずっており、二人から「だらしない」「下手くそ」と罵られ優しくしてやってると言い訳した。
バッチーナ
声 - 増谷康紀

### その他の虫
ブランカ
声 - 諸星すみれ
モンシロチョウの女の子。ハッチの旅に同行しようとしたが、魚に食べられそうになって、帰ることにした。
冒頭シーンのみの登場であり、それ以降は彼女に関する回想シーンすら存在しない。
ブランカのママ
声 - 榊原良子
ブランカの母のモンシロチョウ。
コガネナシ
声 - 板東英二
コガネムシ。スズメバチの巣を捜すハッチにやめるよう止めた。ブランカ同様冒頭シーンのみにしか登場しない。

## スタッフ
- 原作 - 竜の子プロダクション（「昆虫物語 みなしごハッチ」より）
- 総合プロデュース - 小山薫堂
- 監督 - アミノテツロ
- キャラクターコンセプトデザイン - 河井ノア
- キャラクターデザイン協力 - 近藤高光
- 脚本 - 内田ぼちぼち、武田樹里、小山薫堂
- 助監督 - かしやまとしゆき
- 絵コンテ - アミノテツロ、かしやまとしゆき
- 演出 - 菱田正和、石踊宏、三浦陽、池田重隆、五月女有作、小沢一浩、米田和博
- 総作画監督 - 高橋信也
- 作画監督 - 城前龍治、髙田晃、及川博史、飯塚正則、武内啓、永作友克、しまだひであき
- 美術監督 - 坂本信人
- 色彩設計 - 澁谷圭子
- 撮影監督 - 入部章
- CGI監督 - サトウユーゾー
- 編集 - 奥田浩史
- 音楽 - 蔦谷好位置
- 音響監督 - 網野哲郎
- エグゼクティブプロデューサー - 濱名一哉
- プロデューサー - 山田康裕、渡辺敬介、田代敦巳、栃平吉和
- アニメーション制作 - タツノコプロ、グループ・タック
- 制作 - セディックインターナショナル
- 製作 - 映画「みつばちハッチ」製作委員会（TBS、セディックインターナショナル、松竹、竜の子プロダクション、N35、電通、MBS[5]、CBC、RKB、毎日新聞社、TBSラジオ&コミュニケーションズ、伊藤忠商事、マーザ・アニメーションプラネット、Yahoo! JAPAN）

## 主題歌
- 「WALK」 - 新垣結衣（ワーナーミュージック・ジャパン）

## エピソード
- カマキチが死亡しない、ラストでハッチたち仲間とスズメバチが協力・和解するなど、悲劇的要素が強かった『みなしごハッチ』に比べるとそう言った表現は抑えられている。また原典の『みなしごハッチ』では人間は一貫して虫たちの悪役として描かれていたが、本作では虫の言葉が分かる人間の少女・アミィが登場している。
- 2010年7月19日には患者支援団体『がんの子供を守る会』を通じて病気と闘う子ども達の為の特別試写会が行われた[6]。
- 同年7月24日にはTBSテレビ『飛び出せ!科学くん』とのコラボで、特番「奇跡のコラボナビ!飛び出せ!科学くん×映画みつばちハッチ 勇気があるのはどっちだ」が放送された。
- 同年8月3日の『ハチミツの日』に日本養蜂はちみつ協会と共同で開催されたみつばちを救うPRイベントでは、キャラクターと共に、（当時の）自由民主党幹事長・大島理森や参議院議員の三原じゅん子もゲスト出演し、三原は映画を観て号泣したことを語っている[7]。